# Joe's Garage
Joe's Garage je rocková opera od Franka Zappy z roku 1979. Původně bylo album vydané jako dvě samostatná alba, z nichž na prvním byl Act I a na druhém Act II & III.

## Seznam skladeb
Všechny skladby napsal Frank Zappa.

### Act I

#### Strana 1
1. "The Central Scrutinizer" – 3:28
2. "Joe's Garage" – 6:10
3. "Catholic Girls" – 4:26
4. "Crew Slut" – 6:31

#### Strana 2
1. "Wet T-Shirt Nite" – 4:45
2. "On the Bus" – 4:19
3. "Why Does It Hurt When I Pee?" – 2:36
4. "Lucille Has Messed My Mind Up" – 7:18

### Act II

#### Strana 1
1. "A Token of My Extreme" – 5:30
2. "Stick It Out" – 4:34
3. "Sy Borg" – 8:56

#### Strana 2
1. "Dong Work for Yuda" – 5:03
2. "Keep It Greasey" – 8:22
3. "Outside Now" – 5:50

### Act III

#### Strana 3
1. "He Used to Cut the Grass" – 8:35
2. "Packard Goose" – 11:34

#### Strana 4
1. "Watermelon in Easter Hay" – 9:09
2. "A Little Green Rosetta" – 8:15

## Osoby a obsazení
- Frank Zappa – Central Scrutinizer, Larry, L. Ron Hoover, Father Riley & Buddy Jones
- Ike Willis – Joe
- Dale Bozzio – Mary
- Denny Walley – Mrs. Borg
- Al Malkin – Officer Butzis
- Warren Cuccurullo & Ed Mann – Sy Borg
- Terry Bozzio – Bald-Headed John
- The Utility Muffin Research Kitchen Chorus – Al Malkin, Warren Cucurullo, Dale Bozzio, Geordie Hormel, Barbara Issak a spousta lidí, kteří tehdy zrovna pracovali ve studiu "The Village"

## Hudebníci
- Frank Zappa – zpěv, kytara
- Warren Cuccurullo – kytara, zpěv, sbor, varhany
- Denny Walley – zpěv, Slide kytara, kytara
- Craig Twister Steward – harmonika
- Jeff – saxofon (Tenor)
- Marginal Chagrin – saxofon (Baritone)
- Patrick O'Hearn – baskytara
- Peter Wolf – klávesy
- Stumuk – saxofon (Baritone), saxofon (Bass)
- Tommy Mars – klávesy
- Vinnie Colaiuta – bicí, perkuse
- Arthur Barrow – zpěv, baskytara
- Ed Mann – zpěv, perkuse
- Dale Bozzio – zpěv
- Al Malkin – zpěv
- Ike Willis – zpěv
- Barbara Isaak – sbor
- Geordie Hormel – sbor
- Terry Bozzio – zpěv